# Edward Lipiec
Edward Lipiec (ur. 27 czerwca 1936 w Skrzyńcu) – polski polityk, samorządowiec, rolnik, senator I kadencji.

## Życiorys
Z wykształcenia inżynier, absolwent Wyższej Szkoły Rolniczej w Poznaniu. Do 1970 pracował jako agronom w Spółdzielni Kółek Rolniczych oraz Technikum Rolniczego w Żarach. Następnie rozpoczął prowadzenie własnego gospodarstwa ogrodniczego.
Na początku lat 80. stanął na czele wojewódzkich struktur NSZZ Rolników Indywidualnych „Solidarność”. W stanie wojennym został internowany na okres od 13 grudnia 1981 do 12 lipca 1982.
Uczestniczył w obradach Okrągłego Stołu w podzespole do spraw rolnictwa. Od 1989 do 1991 z ramienia Komitetu Obywatelskiego zasiadał w Senacie I kadencji, reprezentując województwo zielonogórskie. W latach 1998–2002 pełnił funkcję radnego sejmiku lubuskiego z listy AWS z ramienia Stronnictwa Konserwatywno-Ludowego. W 2004 wstąpił do Partii Centrum. Bez powodzenia kandydował w wyborach samorządowych w 2002 i 2006. Później przystąpił do reaktywowanego SKL, zasiadł w komitecie politycznym tego ugrupowania. Został następnie działaczem Prawa i Sprawiedliwości.
W 2012 odznaczony Krzyżem Oficerskim, a w 2018 Krzyżem Komandorskim Orderu Odrodzenia Polski. W 2015 otrzymał Krzyż Wolności i Solidarności.